# Eisenbahnviadukt in Zdrojowisko
Das Eisenbahnviadukt in Zdrojowisko (früher Hausdorftalbrücke) ist ein Eisenbahnviadukt auf der Bahnstrecke Kłodzko–Wałbrzych bei Nowa Ruda in Niederschlesien in Polen.

## Geschichte
Das Viadukt wurde 1879 bis 1880 gebaut. Zunächst wurde es nur mit vier Gleisträgerkästen auf der Nordostseite ausgestattet, da die Bahnstrecke zunächst nur eingleisig betrieben wurde. 1910 wurden vier weitere Gleisträgerkästen auf der Südwestseite hinzugefügt, als die Bahnstrecke zweigleisig wurde.

## Heute
Heute ist auf den südwestlichen Gleisträgerkästen kein Gleis mehr, der Verkehr wird nur über das nordöstliche Gleis abgewickelt.

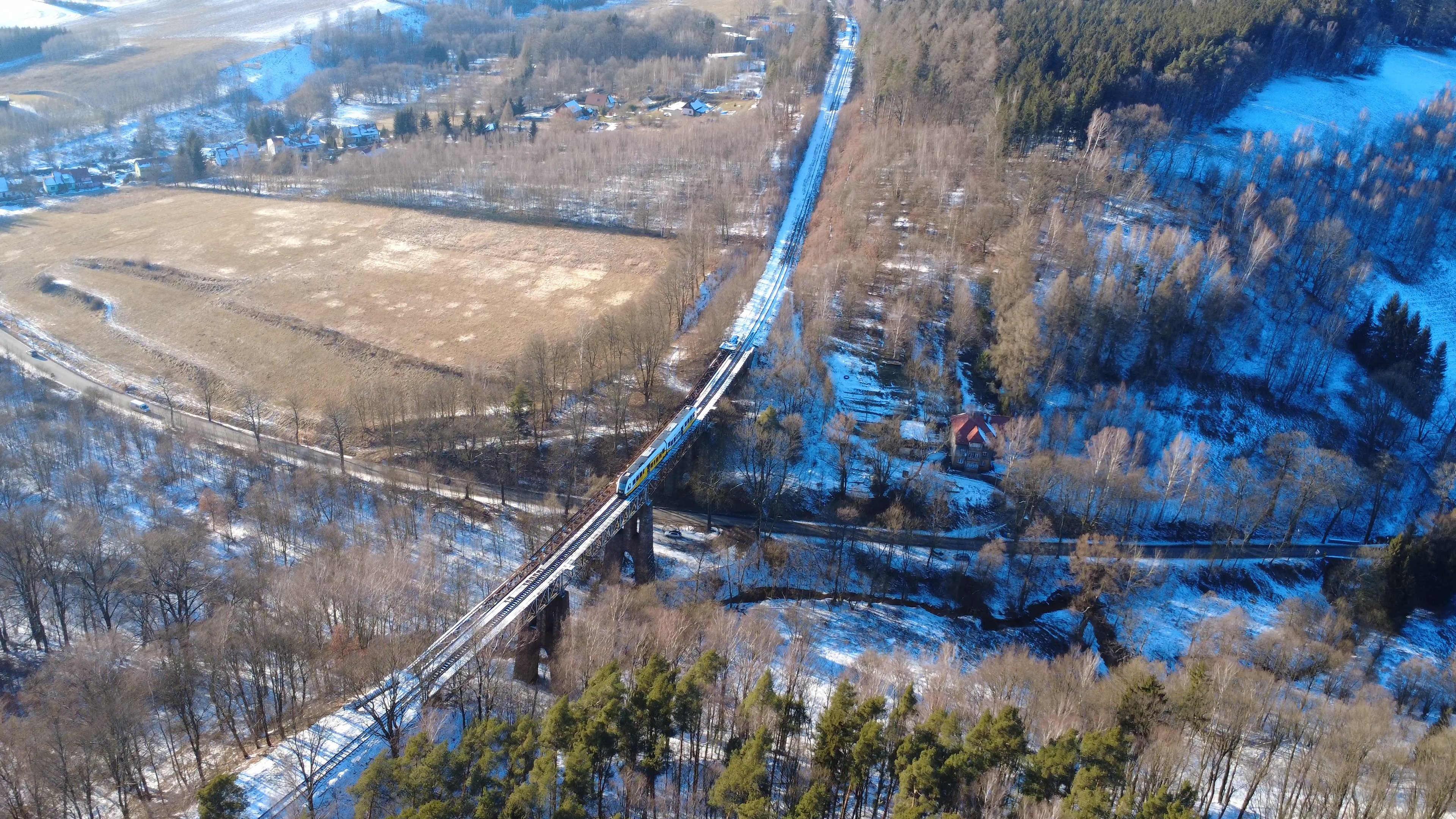
Hausdorftalbrücke, Centerbrunn